# Laundrette
I Laundrette sono stati un gruppo Math rock/Indie rock italiano, formatosi nel 1993 e attivi nella scena italiana tra gli anni novanta e duemila. La band si sviluppa attorno al trio formato da Marco Carlini (fratello minore di Sergio Carlini, chitarrista dei Three Second Kiss), Lucio Febo e Marco Solazzi, ai quali si uniscono i fratelli Massimo e Rino Bartera. Il tramonto della formazione arriva nel settembre del 2012.
Il gruppo prende il nome dal noto film del britannico Stephen Frears, My Beautiful Laundrette del 1985.

## Storia del gruppo
Dal trio originario, Marco Carlini, Lucio Febo e Marco Solazzi, il gruppo passa nel 1995 ad un assetto più convincente, grazie all'ingresso di Massimo Bartera. Le prime recensioni sono tutte per Automatic, demo di 9 tracce confezionato nello studio di David Lenci, ingegnere del suono pronto a instaurare con la band una duratura collaborazione artistica. Il debutto arriva nel 1997 con Altitude per la Vurt Recordz di Roma, di poco successivo alla compilation Metal Machine Muzak della Gamma Pop Records di Forlì. Prodotto da David Lenci, il disco coincide con una fortunata stagione live della formazione marchigiana, pronta a fare da apripista alle esibizioni di Uzeda, Blonde Redhead, Sophia, Three Second Kiss, Soon e Bandabardò.
A tre anni di distanza dal disco d'esordio esce Concrete And Glass per la Free Land Records e la Gamma Pop Records, da molti accolto come l'album della maturità, a tratti visionario, frenetico e tagliente. Secondo la recensione della Copper Press di Gaylord, «C'è una certa solennità nei procedimenti che nascono dalla contratta interazione fra la rigida chitarra, l'agile basso, le voci nascoste e i rulli di tamburo frizzanti e propulsivi che incombono come una nuvola minacciosa sopra queste otto brillanti gemme». Il 2001 dipinge per i Laundrette un nuovo scenario artistico, Red House Blues, album omonimo che vede la band marchigiana in una sorta di incarnazione psichedelica, insieme a David Lenci e Sean Meadows (già June of 44, Sonora Pine, Lungfish). Nel 2004 il gruppo italo-statunitense replica con Essential Ordinary Revolutions per la Lake Records di Roma, dopo due tour in Italia e in Europa. Segue un lungo silenzio prima della registrazione di 5 nuove canzoni (sebbene mai pubblicate) nel 2017 e una sesta traccia due anni dopo presso l'Independent Records (Matelica).
Nell'estate del 2001 la band abbandona l'assetto triangolare con l'ingresso della chitarra di Rino Bartera (fratello di Massimo e, come lui, ex Ego), pronto a duettare con Lucio Febo nelle tracce di Weird Place to Hide, uscito nel 2003 per la Suiteside di Bologna, (distribuzione White'N'Black), registrato nell'autunno del 2002, con Juan Carrera della Slowdime al banco mixer e Massimo Mosca dei Three Second Kiss al mastering. L'addio di Lucio Febo alla band nel 2004 riporta i Laundrette al suo assetto originario: basso, chitarra e batteria. L'ultimo lavoro A State of Form uscito nel 2007 con etichetta Black Candy di Firenze, distribuzione White'N'Black e registrato nel 2006, vede un ritorno del trio al "nido" creativo del sempre fidato Lenci, il Red House Recordings di Senigallia. Nel 2012 la band termina la sua attività. Un destino segnato da qualche tempo, utile a dare respiro a nuovi progetti collaterali sorti negli anni tra i quali gli Humans di Bologna e i Blanko di Jesi.

## Curiosità
Il 3 maggio 2023, in occasione della giornata internazionale della libertà di stampa, la rivista musicale Rockit ha inserito Remondino, prima traccia dell'album Concrete and Glass, tra le 10 canzoni dedicate al tema della difesa dei diritti dei giornalisti. Tra gli artisti selezionati per il loro impegno in soccorso della libertà di stampa figurano anche Giorgio Gaber, Francesco Guccini e Rino Gaetano.

## Formazione

### Ultima formazione
- Marco Carlini - voce, batteria (1993-2012)
- Rino Bartera - chitarra (2001-2012)
- Massimo Bartera - voce, basso (1995-2012)

### Ex componenti
- Lucio Febo - chitarra (1993-2004)
- Marco Solazzi - basso (1993-1995)

## Discografia

### Album in studio
- 1997 - Altitude (Vurt Recordz Independent Part Time)
- 2000 - Concrete and Glass (Free Land Records/Gamma Pop Records)
- 2003 - Weird Place to Hide (Suiteside/White'N'Black)
- 2007 - A State Of Form (Black Candy/White'N'Black)

### Collaborazioni
- 2002 - Red House Blues, Red House Blues (Gamma Pop Records), Sean Meadows e David Lenci
- 2004 - Red House Blues Revue, Essential Ordinary Revolutions (Load Up Records/Self, Lake Records), Sean Meadows e David Lenci

### Compilation
- 1997 - Metal Machine Muzak (Gamma Pop Records)
- 2000 -  Mucchio vol 3 (allegato a Il Mucchio Selvaggio)